# Athanase V d'Antioche
Pour les articles homonymes, voir Athanase.
Athanase V d'Antioche dit également Lazare fut patriarche d'Antioche de l'Église jacobite du 21 octobre 986 à  1003,.
Lazare naît au Xe siècle il fait ses études et devient moine au monastère de Mar Aaron, où il est vite réputé pour sa piété et son savoir. Lazarus est consacré le 21 octobre 986 patriarche sous le nom de Athanase. Athanase V fait reconstruire le monastère de Al-Barid qui devient sa résidence.
En 1000, Athanase compile les lectionaries des deux Testaments en usage dans l'Église syriaque orthodoxe. Pendant son mandat de patriarche, Athanase V ordonne 39 évêques dont maphrian Ignace Ier bar Qiqi, avant de mourir au monastère de Mar Barsoum en 1002 ou 1003.

## Précision
Athanase IV Salhoyo est  considéré comme le patriarche « Athanase V  »  par ceux qui considèrent semi-légitime Athanase al-Sandali, toutefois l'Église syriaque orthodoxe considère al-Sandali comme un patriarche illégitime, qui ne doit pas être pris en compte dans la numérotation des patriarches.